# Пустынный хамелеон
Пустынный хамелеон (лат. Chamaeleo namaquensis) — вид ящериц из семейства хамелеонов.
Распространён в пустыне Намиб в Намибии и на юге Анголы. Адаптирован к конкретным условиям жизни в пустыне и использует изменение цвета для того, чтобы регулировать тепло своего тела. Живёт на земле, поэтому хвост не хватательный, в отличие от родственных древесных видов. Пустынный хамелеон питается насекомыми, маленькими ящерицами и змеями и даже скорпионами. Самки крупнее и достигают в длину 16 см. Они откладывают до 20 яиц.